# Comté d'Adams (Dakota du Nord)
Pour les articles homonymes, voir Comté d'Adams.
Le comté d'Adams est un comté du Dakota du Nord.

## Géographie

Carte détaillée du comté

### Townships
| - Beisigl Township - Bucyrus Township - Chandler Township - Clermont Township - Darling Springs Township - Duck Creek Township | - Gilstrap Township - Hettinger Township - Lightning Creek Township - Maine Township - Orange Township - Reeder Township | - Scott Township - South Fork Township - Taylor Butte Township - Wolf Butte Township |

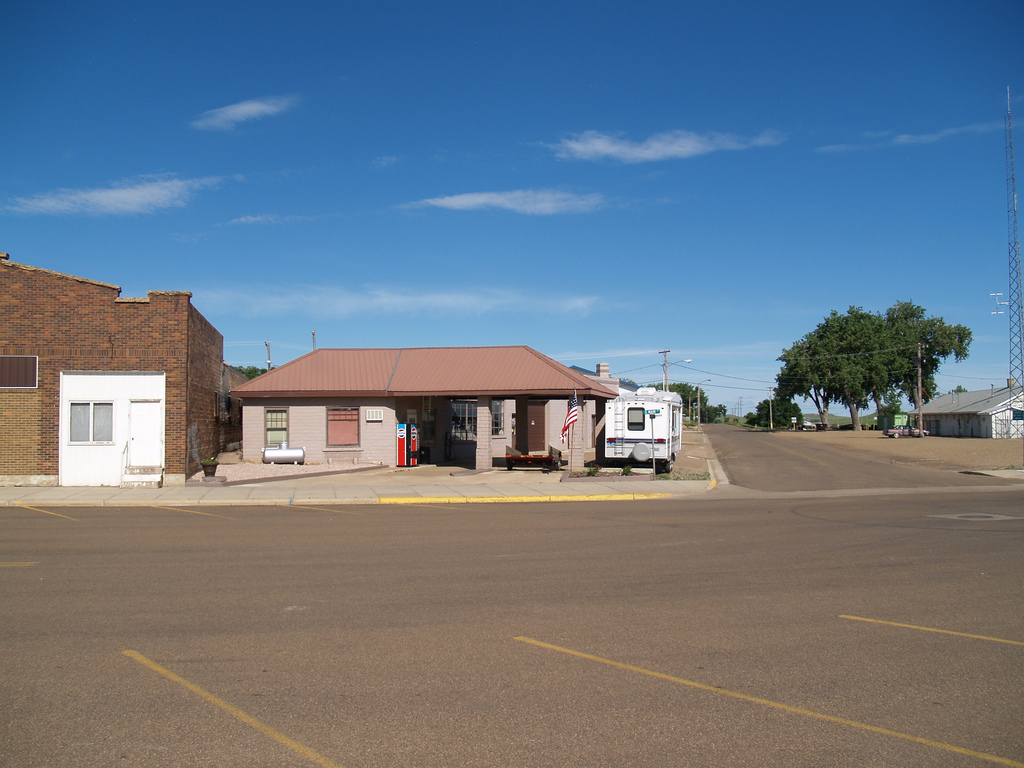
Hettinger, siège du comté.
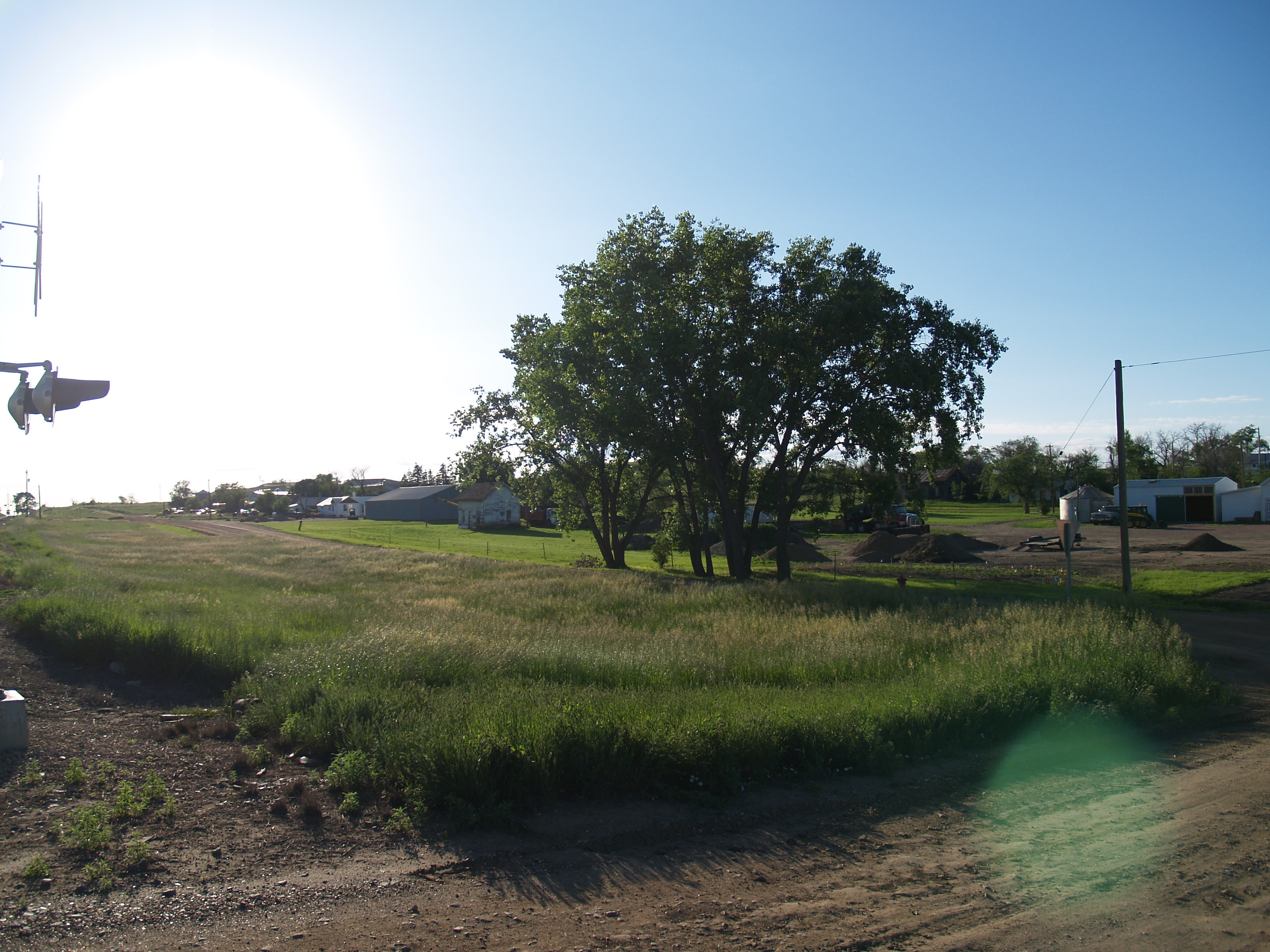
North Lemmon.
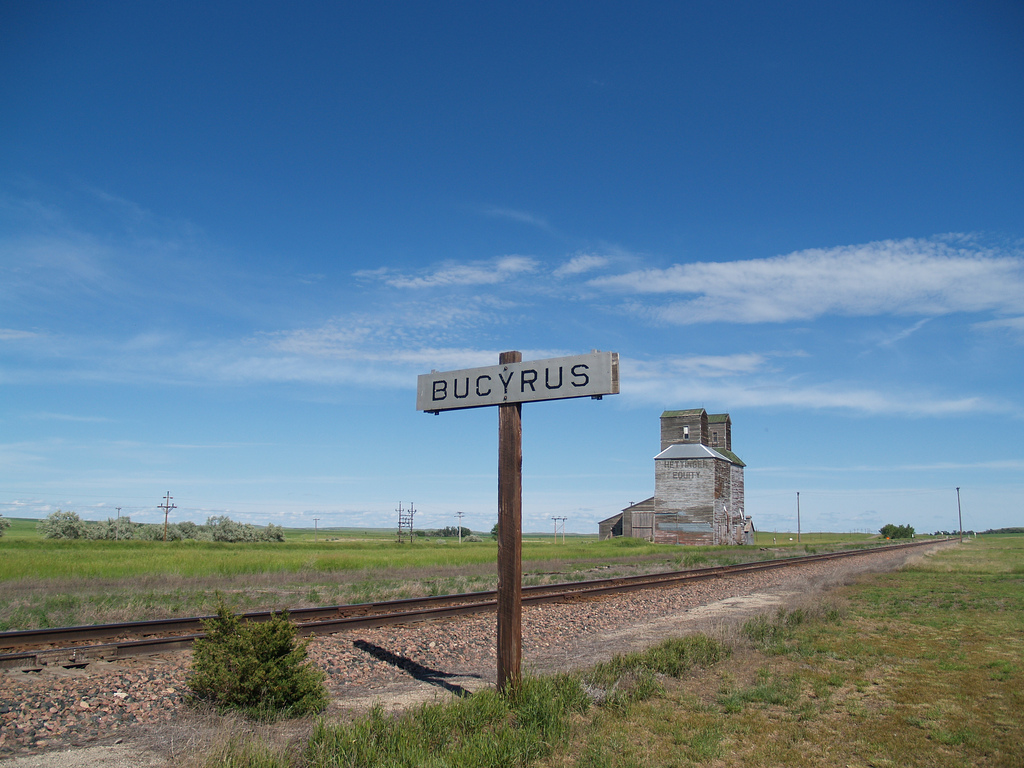
Bucyrus.
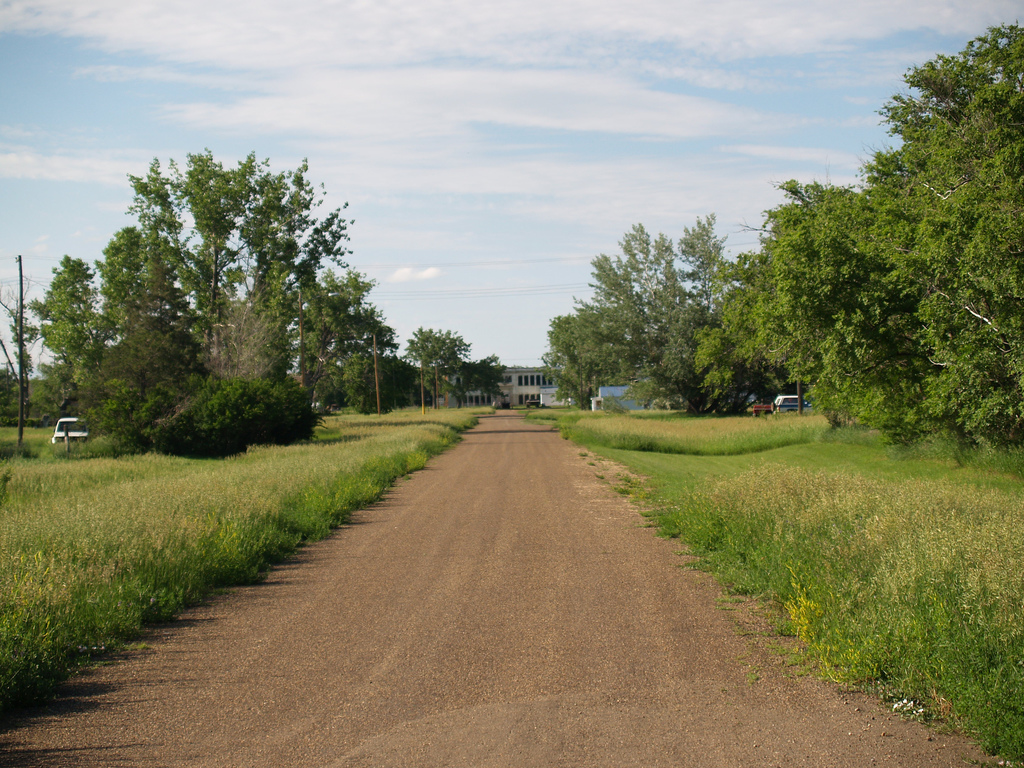
Haynes.

## Origines ancestrales
Les habitants du comté se déclarent comme étant principalement d'origine:
 Allemande: 44 %
 Norvégienne: 28,6 %
 Suédoise: 7,9 %
 Anglaise: 7 %
 Irlandaise: 5,8 %
 Américaine: 4,8 %
 Russe: 3,8 %
 Française: 3,1 %
 Tchèque: 2,3 %

## Démographie
| 1910  | 1920  | 1930  | 1940  | 1950  | 1960  |
| ----- | ----- | ----- | ----- | ----- | ----- |
| 5 407 | 5 593 | 6 343 | 4 664 | 4 910 | 4 449 |

| 1970  | 1980  | 1990  | 2000  | 2010  | - |
| ----- | ----- | ----- | ----- | ----- | - |
| 3 832 | 3 584 | 3 174 | 2 593 | 2 343 | - |